# TI-89
TI-89 är en grafritande miniräknare från Texas Instruments. Den har en M68k-processor från Motorola.